# ماكس كارل
ماكس كارل (بالإنجليزية: Max Carl)‏ هو مغني وكاتب أغاني أمريكي، ولد في 29 يناير 1950 في هومفري في الولايات المتحدة.

## وصلات خارجية
- ماكس كارل على موقع IMDb (الإنجليزية)
- ماكس كارل على موقع ميوزك برينز (الإنجليزية)
- ماكس كارل على موقع ديسكوغز (الإنجليزية)